# Sitnica (województwo małopolskie)

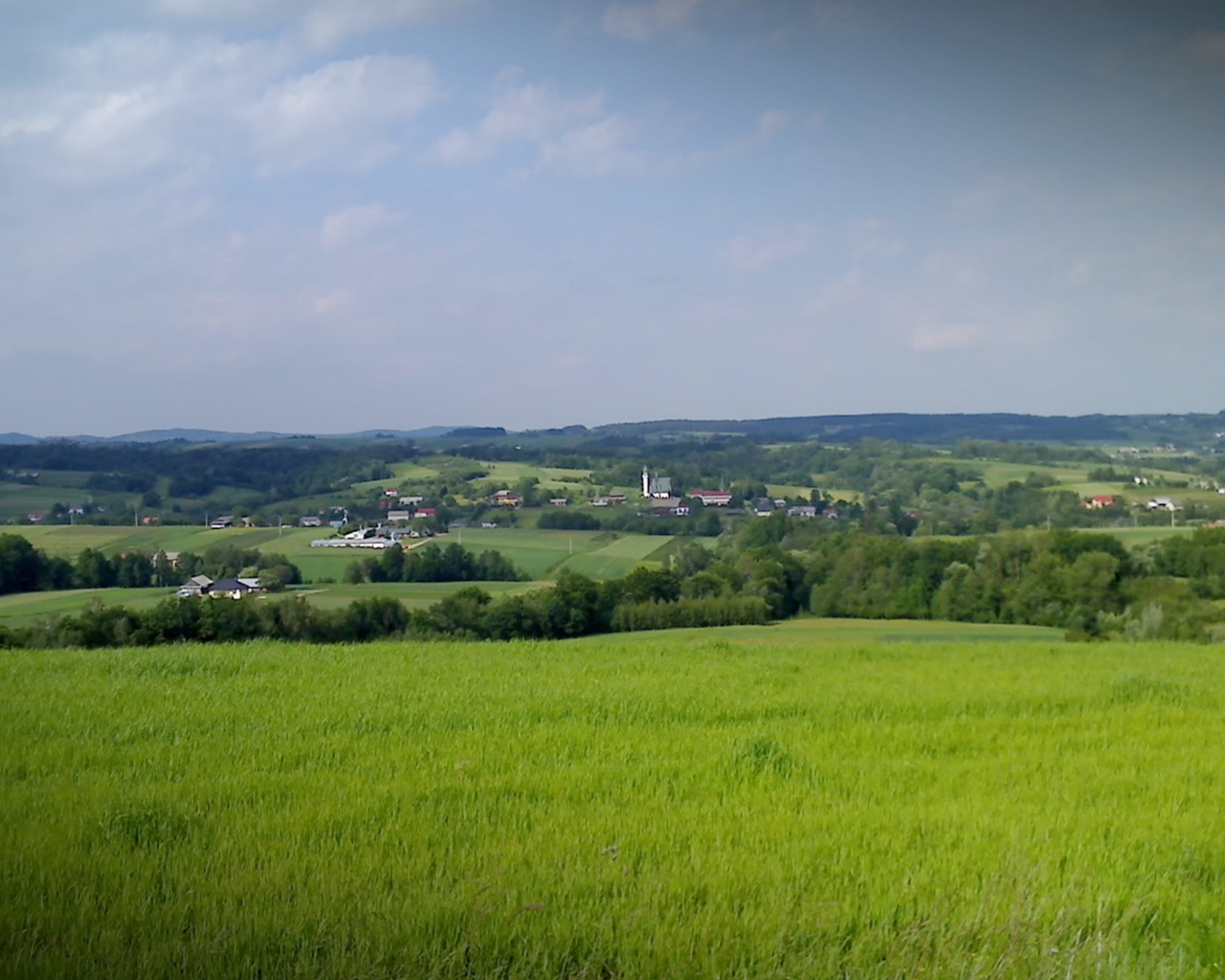
Sitnica, widok od Moszczenicy.

Sitnica – wieś w Polsce, położona w województwie małopolskim, w powiecie gorlickim, w gminie Biecz.
Z dniem 1 stycznia 2025 Sitnica zostanie włączona do gminy Moszczenica.
| SIMC    | Nazwa    | Rodzaj    |
| ------- | -------- | --------- |
| 0345294 | Bukowina | część wsi |
| 0345302 | Chlastoń | część wsi |
| 0345319 | Dół      | część wsi |
| 0345325 | Góra     | część wsi |
| 0345331 | Ukraina  | część wsi |
| 0345348 | W Raju   | część wsi |

Oprócz integralnych części wsi ujętych w TERYT mieszkańcy wyróżniają części wsi: Czyżówka, Firlitówka, Fiszty, Janikówka.
Wieś wyodrębniła się z Rozembarku, powstałego na podstawie przywileju przeniesienia wsi z prawa polskiego na niemieckie, położonej nad rzeką Sczitnica, z 1351 roku. Dokument ten często błędnie odczytywany był jako dokument lokacyjny wsi Sitnica, lecz dokument w rzeczywistości nie wymienia żadnej nazwy miejscowości, ale tylko jej położenia nad rzeką, natomiast stara (Nemsyno) i nowa (Rozumberk) nazwa rzeczonej wsi związanej z tym dokumentem ujawnia się w dokumencie z 1354 (Nemsyno, in qua hereditate locate sunt due villae, videlicet Rzepennyk et Rosumberk). Na przestrzeni wieków nazwa miejscowości notowana była w formach: Sythnicza (1418), Szczytnica (1528), Szitnicza (1581), Szytnica (1680), Sietnica (1756–1952) a od 1965 r. Sitnica.
W latach 1975–1998 miejscowość administracyjnie należała do województwa krośnieńskiego.
W Sitnicy wybudowano w latach 80. XX wieku kościół filialny pw. św. Maksymiliana Kolbego należący do rzymskokatolickiej parafii św. Andrzeja Apostoła w Rożnowicach. 
We wsi znajduje się również Szkoła Podstawowa im. Jana Pawła II, wybudowana w 2002 r. Jest również budynek OSP.

## Urodzeni w Sitnicy
- Jan Kanty Olszewski (1885–1940) – podpułkownik kawalerii, dowódca 5 pułku strzelców konnych, został zamordowany wiosną 1940 roku w Katyniu.
- Józef Gurgul (1923 – )  – prokurator, dr nauk prawnych - prowadził lub nadzorował najpoważniejsze śledztwa kryminalne z przełomu lat 60. i 70. XX w.[11]